# Трњани (Гарчин)
Трњани су насељено мјесто у саставу општине Гарчин у Бродско-посавској жупанији, Република Хрватска.

## Историја
Игњат Алојзије Брлић (српска католичка обитељ из Брода), у својој другој књизи Успомене на стари Брод, на страни 22. пише у дијелу "Православна црква и опћина", и о Трњанима: "...Ну покрај тога може се поуздано тврдити, да је било у Броду и околици православних житељах још из старијег доба, јер су православни већ г. 1524. Василија I... за своје епископе са седиштем у Пожеги имали... у то доба потпадали су православни у Броду под парохију у Клокочевику, а гробље им је било у Трњаних тј. на брежуљку код Трњаних крај цесте идући из Брода. Тек око године 1780. када се је православно житељство у Броду знатно помножало, добили су гробље према изтоку преко канала Глоговице преко пута од католичког гробља, гди се и данас налази."
У најстаријој матици крштених католика из Брода (1701-1735) Трњани се не спомињу, јер је у то вријеме село насељено само православним становништвом. Канонска визитација из 1730. године већ спомиње 8 католичких кућа, што показује да су се у Трњане тих година почели насељавати и католици.
У доба НДХ бискуп Антун Акшамовић је послао мисионаре Стјепана Радеа и Павла Додића 8. фебруара 1942., да обаве у Трњанима вјерску поуку за прелазнике у католичанство. Трњани су тада били у склопу велике жупе Посавје.
У Трњанима су усташе срушиле православну цркву у Другом свјетском рату 1941. године, а срушена је и нова Црква Рођење Пресвете Богородице на истом мјесту 1992. године, ноћ пред празник Велике Госпојине, јер су рушитељи мислили да је то храмовна слава, иако је слава храма била Мала Госпојина (Рођење Пресвете Богородице). Црква је након тога годинама стајала у рушевинама, да би преостали Срби, у радној акцији склонили рушевине и данас се виде само темељи некадашње цркве.. У селу је и оскрнављени антифашистички споменик са којег је скинута црвена петокрака и испод ње, спомен-плоча са именима бораца погинулих против нациста и усташа. У селу постоји католичка црква Светог Марка. У њој је жупник од 1888-1890. (могуће и прије и након тога) био Антун Печеновски (Pečenovsky),  а од 1911. (могуће и раније) и у вријеме НДХ, Иво Бекер (Becker).
До територијалне реорганизације у Хрватској налазили су се у саставу старе општине Славонски Брод.

## Становништво
На попису становништва 2011. године, Трњани су имали 786 становника.

## Попис 1991.
На попису становништва 1991. године, насељено мјесто Трњани је имало 724 становника, сљедећег националног састава:
| Попис 1991.‍  | Попис 1991.‍  | Попис 1991.‍ | Попис 1991.‍ | Попис 1991.‍ |
| ------------ | ------------ | ----------- | ----------- | ----------- |
|              |              |             |             |             |
| Срби         | Срби         |             | 326         | 45,02%      |
| Хрвати       | Хрвати       |             | 322         | 44,47%      |
| Југословени  | Југословени  |             | 48          | 6,62%       |
| Мађари       | Мађари       |             | 1           | 0,13%       |
| Пољаци       | Пољаци       |             | 1           | 0,13%       |
| Словаци      | Словаци      |             | 1           | 0,13%       |
| Црногорци    | Црногорци    |             | 1           | 0,13%       |
| неопредељени | неопредељени |             | 12          | 1,65%       |
| регион. опр. | регион. опр. |             | 2           | 0,27%       |
| непознато    | непознато    |             | 10          | 1,38%       |
| укупно: 724  |              |             |             |             |

Потребно је напоменути да су се због ратних застрашивања од стране индоктринираних католика, многи Срби изјаснили на том попису као Хрвати, Југословени или неопредјељени.

## Галерија
- Ученици са учитељем у Трњанима, пред почетак Првог свјетског рата.
- Темељи срушене српске православне цркве Рођења Пресевете Богородице (1992.) у Трњанима
- Од цркве су, поред темеља, остале плочице на поду. Када се улазило у цркву, лијево је била палионица свијећа (направљена од стакла у два нивоа) и дрвене степенице за хор, а десно је била просторија за свету тајну исповијести (види се на слици). Испред улаза у ту просторију је био стол за продају свијећа и духовне литератире (Православни мисионар, Православље, Светосавске Звонце...)
- Прозори су били оваквог облика са жутим стаклом, а полукружни свод цркве је красила плава позадина и на њој звијезде златне боје. Црква је имала нови дрвени иконсостас и није имала фреске.
- Једна од старих кућа у селу (децембар 2009.), која данас више не постоји. Налазила се код раскрснице, ка Селни и Гарчину.
- Српско православно гробље се налази ван села, на брежуљку, на путу ка Буковљу и Славонском Броду. Католичко гробље је прекопута. О старом српском православном гробљу на том мјесту је у Успоменама на стари Брод, писао Игњат Алојзије Брлић.